# Stanisław Czerniszewski
Stanisław Czerniszewski (ur. ok. 1959, zm. 2020) – polski bokser.

## Życiorys
Pochodził z Chynowa. Jego brat Janusz Czerniszewski również był utytułowanym bokserem. Trenował w barwach Legii Warszawa i Broni Radom. W 1982 zdobył brązowy medal mistrzostw Polski seniorów w wadze półciężkiej. Był w grupie pięściarzy, która w 1986 wywalczyła Broni Radom historyczny awans na najwyższy poziom rozgrywkowy. W ostatnim okresie życia mieszkał w Górze Kalwarii. Zmarł w lutym 2020 w wyniku choroby nowotworowej.